# بیدخت (بیرجند)
بیدخت، یکی از روستاهای اقماری بیرجند است و در مسیر راهی که به قلب کوهستان باقران می‌رود، قرار گرفته‌است. این روستا در گذشته بیش از ۳۰ خانوار جمعیت داشته‌است و در حال حاضر حدود ۲۰ خانوار در آن سکونت دارند.

## آبادانی از دست رفته
به گفته اهالی این روستا ۳۰۰ سال قدمت دارد؛ اما چندین سال است که دانشگاه آزاد اسلامی یک تابلو در ورودی روستا نصب کرده که نشان می‌دهد در این‌جا قرار است دانشکده کشاورزی ایجاد شود. سنگ یادبودی هم روی دیوار یکی از بناهای داخل روستا نصب کرده اما در عمل هیچ اقدامی برای آبادانی زمین‌ها انجام نداده‌اند. در گذشته بیدخت به دلیل سرسبزی و آبادی به عروس روستاهای بیرجند شهرت یافته بود و انواع درختان مثل زردآلو، سیب، گردو، عناب، پسته و… در آن وجود داشت اما در حال حاضر به علت رسیدگی نکردن دانشگاه، بیشتر درختان خشک شده‌است و دیگر در این روستا خبری از آبادانی نیست، چون نه به قنات روستا و نه به وضعیت درختان رسیدگی می‌شود.
علت نیامدن نام این روستا در آمار سال ۱۳۸۵ این است که در سال ۷۲ بنیاد، زمین‌های بیدخت را فروخته‌است و طی نامه‌هایی که موجود است تأکید شده بود دانشگاه آزاد اسلامی بیرجند باید حق و حقوق اهالی را بپردازد و همان زمان قرار شد در حاشیه چاه عمیق بیدخت و روبه روی دانشگاه آزاد به هر خانوار ۲۰۰ متر زمین تحویل شود اما اقدامی انجام ندادند و معلوم نیست چه زمانی مشکل مردم را رفع کنند. همان گونه که می‌بینید بیدختی که به بیدخت بیرجند معروف است در قبل از سرشماری سال ۸۵ در حالی که جمعیت ساکن داشته به دانشگاه آزاد بیرجند فروخته شده اما در حال حاضر جمعیتی بالغ بر بیست خانوار دارد پس یک روستای زنده و پویا است و به گمان بنده علتی که در آمار سال ۸۵ نیامده فروش زمین‌های بیدخت است.

## عدم پیگیری امور توسط مسؤولین و دخالت دانشگاه آزاد اسلامی.
قنات روستا در حال نابودی است و اهالی اجازه ساخت و ساز هم ندارند. شاید نبود شورا در روستا عامل ضعف پیگیری امور آن باشد و روستا به دلیل جمعیت کم شورا ندارد و اداره‌ها هم چندان به حرف مردم عادی اعتنایی نمی‌کنند.
دانشگاه آزاد اسلامی ،زمین های کشاورزی و حق کشاورزی را از مردم این روستا گرفته و باعث از بین رفتن محیط زیست این روستای زیبا  شده است.